# Oud-Breskenspolder
De Oud-Breskenspolder is de polder waarin zich het dorp Breskens bevindt. Ze behoort tot de Polders op Breskenszand.

## Geschiedenis
De polder werd ingedijkt in 1510 door Filips van Kleef en ze heette oorspronkelijk Groot-Breskenspolder. In 1517 werd in de zuidoosthoek van deze polder het dorp Breskens gesticht. Toen in 1527 ook de Jong-Breskenspolder werd ingedijkt, werd de Groot-Breskenspolder geleidelijk Oud-Breskenspolder genoemd.
In 1583 werd de polder geïnundeerd om in 1609 te worden herdijkt door Nicolaas Cauwe. Op 26 januari 1682 overstroomde een stormvloed de Jong-Breskenspolder en de Barbarapolder die ten oosten daarvan lag. Ook de Oud-Breskenspolder werd deels overstroomd, maar deze kon, op de meest noordelijke punt na, worden behouden. De oppervlakte ervan bedraagt tegenwoordig 567 ha.

## Heden
Ten westen van de kom van Breskens bevindt zich het Fort Frederik Hendrik in de polder. Het werd in 1809 opgericht en binnen de contouren bevindt zich tegenwoordig een deel van een groot bungalowpark, Het Heem genaamd. Daarnaast is er een camping, Schoneveld. In 1958 werd in de polder de Veerhaven aangelegd.
Vanaf 2012 wordt een deel van de polder veranderd in een natuur- en recreatiegebied met de naam Waterdunen. De polder ligt op NAP +1,5 m en wordt daarvoor afgegraven met geulen tot een diepte van NAP -2 m. De vrij gekomen klei wordt gebruikt voor het ophogen van het Veerplein Perkpolder om een terpdorp aan te leggen. De zoete landbouwpolder, waar het tot op grote diepte nog relatief zoet is (10.000 mg Cl'/l op NAP -15 m) wordt een zoutwatergebied met een gehalte van 18.000 mg Cl'/l. De bodem zal verder verzilten. Van daar uit zal zoeter grondwater landinwaarts door zouter water in zekere mate verdrongen gaan worden.
Via een getijdenduiker wordt het achterland in verbinding met het zoute water gebracht, waardoor een sluftergebied van 250 ha ontstaat. Dit gebied wordt voor voetgangers en fietsers ontsloten. Verder worden er recreatiewoningen en een hotel gebouwd.
De polder, die een zeewering van enkele kilometers kent, wordt begrensd door het Zandertje, de Walendijk, de Puijendijk en de Hogedijk. Verder omvat ze een deel van de kom van Breskens.